# Patrycja Jerzak
Patrycja Weronika Jerzak, även kallad "Pato", född 13 januari 1998, är en svensk/polsk fotbollsspelare. Säsongen 2017 spelade hon för Djurgårdens damlag efter att ha blivit uppflyttad från deras juniorlag.
Jerzak har även spelet ett antal landskamper för Polens juniorlag. Hon har både representerat U17 och U19. 2018 flyttade hon till USA efter att ha bestämt sig för att spela på College för University of Connecticut. 
Efter två säsonger på College så skrev Pato på för Napoli Femmenile i Neapel, Italien. Säsongen där blev däremot inte så lång då pandemin i världen stoppade säsongen.
Hon flyttade därför tillbaka till Sverige och skrev Augusti 2020 på för Mallbacken IF som spelar i Elitettan. I December 2021 skrev hon på för Ifö/Bromölla IF som är nykomling i Elitettan för säsongen 2022.